# Piero Bandini (calciatore 1907)
Piero Bandini (Livorno, 31 marzo 1907 – 8 agosto 1993) è stato un calciatore italiano, di ruolo difensore.
Fratello minore di Aldo, era pertanto conosciuto anche come Bandini II.

## Carriera
Con il Livorno giocò a partire dal 1922-1923 per sei stagioni in massima serie, diventata Divisione Nazionale dal 1926-1927, disputando complessivamente 54 gare e segnando 6 reti.
Lasciò il Livorno nel 1931 ed in seguito militò nell'Empoli fino al 1933.